# Окерблом, Николай Оскарович
Николай Оскарович Окерблом (1900—1965) — советский учёный в области сварки, мостостроения, расчета и проектирования сварных конструкций, доктор технических наук, профессор; Заслуженный деятель науки и техники РСФСР.
Автор более 15 научных монографий по сварочным напряжениям, деформациям, проектированию сварных конструкций.

## Биография
Родился 29 ноября (12 декабря по новому стилю) 1900 года в Санкт-Петербурге.
Николай Оскарович Окерблом родился 12 декабря 1900 года в Петербурге в семье служащих. После реального училища, в 1918 году поступил в Петроградский политехнический институт на инженерно-строительный факультет, где учился у известного мостостроителя, профессора Георгия Петровича Передерия. После окончания института как молодой специалист в 1925–1927 году работал в Севастополе в АО "Рудметаллторг" в должности инженера. В 1927 году Николай Оскарович возвратился в Ленинград, где работал последовательно в Ленинградском бюро Днепростроя, Средволгостроя, Чирчикстроя и далее в институте "Гидропроект" в должности младшего инженера, инженера-проектировщика, руководителя группы, начальника отдела металлических конструкций и механизмов Чирчикбюро и Ленгидроэнергопроекта. Под его руководством были выполнены проектные работы по металлическим конструкциям ряда крупных гидротехнических сооружений и заводов СССР. 
В 1930–1934 работал ассистентом кафедры железобетонных и металлических конструкций Политехнического института, доцентом кафедры инженерных конструкций Гидротехнического института. В 1932 г. стал членом правления Ленинградского областного НИТО сварщиков. В 1932–1934 годах работал в Ленинградском электросварочном институте по совместительству доцентом и заведующим кафедрой, организовал кафедру "Сварные конструкции». С 1935 года являлся заместителем председателя сектора металлических конструкций Ленинградского НТО строителей, а с 1939 председателем правления Ленинградского НТО сварщиков. 
В 1938 г. работал в Ленинградском индустриальным институте в должности заведующего кафедрой. В феврале 1942 года Окерблом Н.О. был вместе с семьёй эвакуирован из Ленинграда в Томск, где работал в Томском Индустриальном институте в должности профессора, заведующего кафедрой сварочного производства до 1944 года. В марте 1944 года Николай Оскарович вернулся в Ленинград, где работал в Ленинградском политехническом институте в должности заведующего кафедрой. В мае 1945 года ему присудили степень доктора технических наук на основе защиты диссертации в МВТУ им. Н.Э. Баумана.
Параллельно с преподавательской работой Окерблом Н.О. с 1944 года являлся  начальником лаборатории №10 в ЦНИИ Минсудпрома, с 1947 года он был членом, а с 1960 года заместителем председателя совета по сварке Госкомитета по судостроению при ЦНИИТС.
С 1958 года вместе с Б.Е. Патоном, Н.Н. Рыкалиным и Н.Н. Николаевым, зная немецкий, французский и английский языки, участвовал в конгрессах Международного института сварки, в Киеве являлся членом Координационного совета по сварке при Институте электросварки им. Б.Е. Патона, в Москве являлся членом комиссий по сварке при ГНТК СССР и РСФСР, председателем НТО сварщиков, заместителем председателя Ленинградского НТО машпром, членом Центрального правления НТОмашпром, с 1964 года членом методической комиссии Управления вузами Министерства. 
Участвовал в разработке сварных конструкций ДнепроГЭСа, Братской и Красноярской ГЭС, проектировал первый сварной мост СССР – мост им. лейтенанта Шмидта, Тучков мост, мост им. Александра Невского, атомный ледокол «Ленин», крупнотоннажные танкеры, китобойные и рыбопромысловые суда. Окерблом Н.А. проектировал сварной цельнометаллический пассажирский вагон на заводе Егорова, провел экспертизы крупных сооружений СССР, конструкций канала Москва-Волга, крупнейших металлургических заводов.
Н.О. Окерблом опубликовал более 15 монографий, в их числе в 1934 году монографию "Проектирование сварных конструкций", которую рецензировали академик Г.А. Николаев и профессор В.П. Вологдин, в 1948 году опубликовал монографию "Сварочные деформации и напряжения", которая переиздали в Корее, Китае, Англии, Германии.
Н.О. Окерблом создал теорию сварочных напряжений и деформаций, разработал методы расчёта и проектирования сварных конструкций под действием знакопеременных нагрузок с учётом состояния металла. 
Николай Оскарович подготовил более 25 кандидатов и докторов технических наук, в их числе: Ю.Г. Деревянко, О.А. Бакши, Д.И. Навроцкий, В.П. Демянцевич, Г.Л. Петров, В.Н. Земзин, Л.А. Копельман.
Николай Оскарович имел награды: знак "Отличник Наркоммашпрома", медаль "За доблестный труд в Великой Отечественной войне 1941–1945 гг.", орден Трудового Красного Знамени, знак "Отличник Минсудпрома", медаль "В память 250-летия Ленинграда". 
"Хочешь светить – гори!" – было лозунгом всей его жизни.

Могила Окерблома на Богословском кладбище Санкт-Петербурга.